# Rodrigo Seoane
Rodrigo Seoane Rodicio (Orense, Galicia; 16 de agosto de 1999) es un jugador de baloncesto español, que ocupa la posición de alero. Actualmente milita en el Club Baloncesto Tizona de la Liga LEB Oro.

## Biografía
Es un alero formado en las categorías inferiores del Club Ourense Baloncesto y durante las temporadas 2015-2016 y 2016-2017 jugaría en el filial de Liga EBA, promediando en la última, la cifra de 12 puntos y 6 rebotes por partido.
El agosto de 2017 el alero se compromete con el UCAM Murcia CB de la Liga ACB hasta 2021, en la que se incorporaría al equipo filial de Liga EBA y cursaría estudios universitarios en el principal patrocinador del equipo.
Durante las temporadas 2017-18 y 2018-19 jugaría en las filas del UCAM Murcia CB B de Liga EBA, promediando el año 13 puntos y cinco rebotes por partido y 13 de valoración.
En verano de 2019, se compromete con el Club Baloncesto Peixefresco Marín recién ascendido a la LEB Oro, en calidad de cedido por UCAM Murcia por una temporada.
En agosto de 2020, llega como cedido al Basket Navarra Club de la Liga LEB Plata, desde UCAM Murcia CB durante la temporada 2020-21.
El 8 de agosto de 2021, firma por el Juaristi ISB de la Liga LEB Oro.
El 8 de junio de 2022, firma por el Club Baloncesto Tizona de la Liga LEB Plata.